# Pontiac Safari
Pontiac Safari – samochód osobowy klasy pełnowymiarowej produkowany pod amerykańską marką Pontiac w latach 1986 – 1989.

## Historia i opis modelu

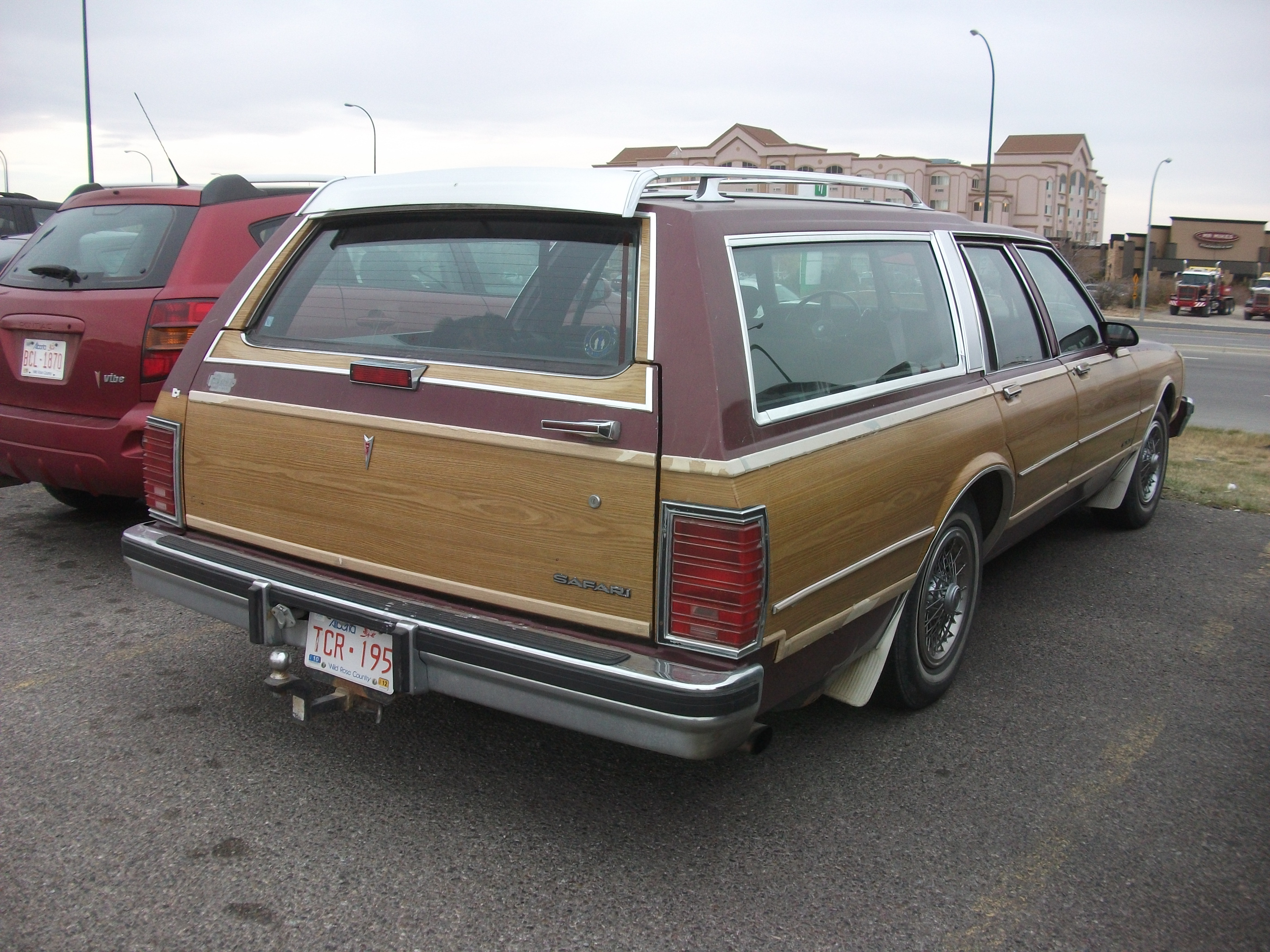
Pontiac Safari - tył

We wrześniu 1986 roku Pontiac zdecydował się wydzielić wariant kombi ostatniej, piątej generacji modelu Parisienne, stosując dotychczasowe wyróżnienie jako nazwę samodzielnego modelu. W ten sposób do sprzedaży trafił Pontiac Safari, będący ostatnim dużym kombi w historii marki Pontiac.

### Produkcja
Podczas trwającej 3 lata produkcji modelu Safari, samochód nie przeszedł większych modyfikacji. W 1989 roku, podobnie jak w przypadku innych marek koncernu General Motors, miejsce dużego kombi zajął van – w tym przypadku, o nazwie Trans Sport.

### Silnik
- V8 5.0l